# بنكرياس حلقي
البنكرياس الحلقي أو المعثكلة الحلقية هي حالةٌ مرضية نادرة يحاط فيها الجزء الثاني من الإثني عشر بحلقة من المعثكلة (البنكرياس) امتدادا لرأس البنكرياس.ويقوم هذا الجزء الحلقي من البنكرياس اما بسد أو مجرد اعاقة انتقال الطعام إلى باقي الأمعاء الدقيقة.تحدث هذه الحالة مرة واحدة كل 12000 إلى 15000 من حديثي الولادة.

## السبب

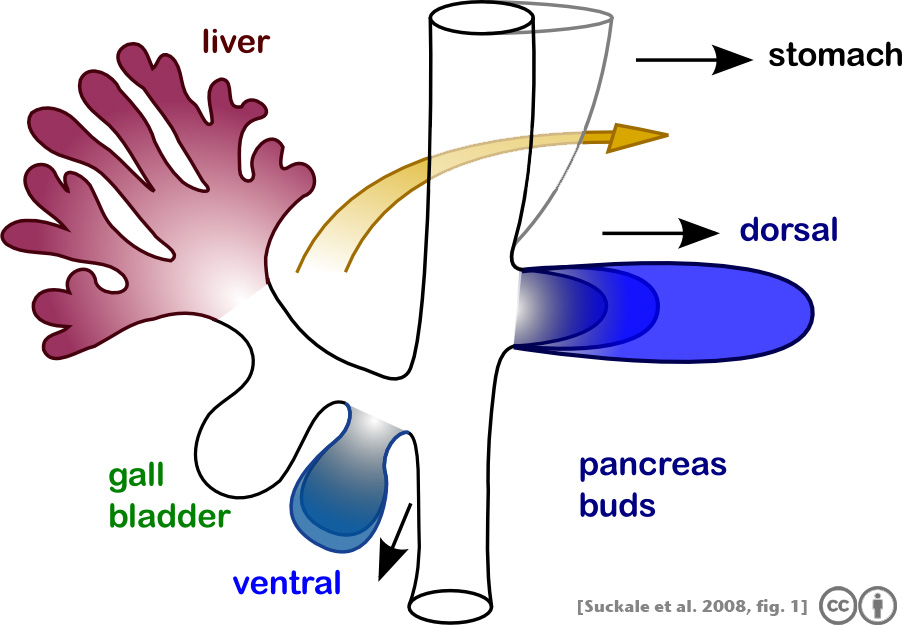
النمو الجنيني الطبيعي للبنكرياس

هذه الحالة تحدث عادة نتيجة خلل في النمو الجنيني للبنكرياس وقد تحدث في البالغين أيضا. ينشأ الخلل الجنيني هذا من نمو برعم بنكرياسي امامي مشقوق حول الإثني عشر ثم يلتحم مع البرعم الخلفي مكونا حلقة بنكرياسية حول الإثني عشر.وقد ينشأ الخلل أيضا من فشل البرعم البنكرياسي الامامي في الدوران وبالتالي يظل في الجهة اليمنى، أو إذا دار البرعم الخلفي في الاتجاه الخاطئ وفي كلا الحالتين كذلك سوف يحاط الاثنا عشر بنسيج من البنكرياس. ينشأ انسداد الإثني عشر في حالة التهاب البنكرياس الحلقي.

## الأعراض
زيادة حجم السائل المحيط بالجنين، خفة وزن الوليد، عدم تحمل الاكل بعد الولادة مباشرة.

## التشخيص
يمكن تشخيص الحالة بعد الولادة باستخدام الاشعة السينية على البطن، الموجات فوق الصوتية، الاشعة المقطعية.